# 1981 en santé et médecine
| Années de la santé et de la médecine : 1978 - 1979 - 1980 - 1981 - 1982 - 1983 - 1984    |
| Décennies de la santé et de la médecine : 1950 - 1960 - 1970 - 1980 - 1990 - 2000 - 2010 |

Cet article présente les faits marquants de l'année 1981 en santé et médecine.

## Décès
- 16 février : Albert Jutras (né en 1900), radiologue canadien.
- 26 juillet : Stafford L. Warren (né en 1896), radiologue américain, inventeur de la mammographie.
- 9 septembre : Jacques Lacan (né en 1900), psychiatre français.
- 22 novembre : Hans Adolf Krebs (mort en 1900), médecin allemand, prix Nobel de physiologie ou médecine de 1953.